# Velké dobrodružství Čtyřlístku
Velké dobrodružství Čtyřlístku je český animovaný film režiséra Michala Žabky z roku 2019. Vznikl na námět výtvarníka Jaroslava Němečka a prvně byl uveden 4. dubna 2019, jako součást oslav padesátin komiksového Čtyřlístku.
Jde o druhý celovečerní film Čtyřlístku; oproti předchozímu Čtyřlístku ve službách krále, vyrobenému pomocí 3D technologie (ta se potom převáděla do 2D), tu byly postavy na filmový pás přeneseny tradiční kresbou.

## Drobnosti
- SPZ na autě XYZ-007 vychází z Jamese Bonda

## Obsazení
| Tereza Bebarová   | Fifinka   |
| Jan Maxián        | Pinďa     |
| Bohdan Tůma       | Bobík     |
| Jiří Ployhar      | Myšpulín  |
| Miroslav Táborský | vypravěč  |
| Jiří Lábus        | Zádrhel   |
| Ota Jirák         | pirát     |
| Petr Rychlý       | vlkodlak  |
| Jan Vondráček     | reportér  |
| Petra Jindrová    | Polívková |
| Lucie Němečková   | starostka |